# Daniel Peralta
Daniel Román Peralta (Cañada de Gómez, Santa Fe, 1 de julio de 1955) es un abogado, político y empresario argentino, que fue ministro de gobierno de la provincia de Santa Cruz de 1990 a 1991 durante los gobiernos de José Ramón Granero y Héctor Marcelino García. Fue gobernador de la provincia de Santa Cruz entre 2007 y 2015. Desde el 10 de diciembre de 2023 se desempeña como diputado de la provincia de Santa Cruz por el bloque de Unión por la Patria.

## Biografía
Inició su carrera pública a sus 18 años, en el año 1973, como Paritario del Gremio Bancario. Luego fue Secretario General de la CGT y Secretario General de la Bancaria en 1983. Más tarde se desempeñó como diputado Provincial ya con 30 años de edad. En 1988 asumió como Ministro de Asuntos Sociales. Con 36 años cumplía funciones como Gerente del Banco Provincia de Santa Cruz, en la sucursal de Punta Arenas (en Chile) y 4 años más tarde asumió como Gerente del Banco Provincia de Santa Cruz, sucursal Río Gallegos. En el año 1996 se desempeña como Delegado General del Banco Santa Cruz y seguidamente como Coordinador General de la transformación del Banco Provincia de Santa Cruz en Banco Santa Cruz S.A.
Fue Subsecretario de Trabajo de la Provincia en 1999 y en las elecciones del año 2003 asumió como diputado provincial en la Cámara de Diputados de la Provincia de Santa Cruz. En 2004 fue designado Interventor de Yacimientos Carboníferos Río Turbio (YCRT). En 2007 fue Vicepresidente Primero Cámara de Diputados, a cargo de la Gobernación; y el 10 de diciembre de 2007 resultó elegido Gobernador de la Provincia de Santa Cruz. En 2011 fue reelecto y en 2015 fue reemplazado por Alicia Kirchner, contra quien compitió (dentro del mismo espacio político) en el marco de la ley de Lemas.

## Mandato
Luego de la asunción de su última etapa de gobierno, el 29 de diciembre de 2011 se produce una ruptura entre el kirchnerismo a partir de que el gobernador presentara ante la Cámara de Diputados de Santa Cruz una serie de proyectos que los Diputados Kirchneristas entendieron como anti-populares; entre ellos la reforma del sistema previsional, y la toma de deuda para afrontar una crisis económica que en aquella fecha ya se dejaba ver en el contexto político. La ruptura con el kirchnerismo en Santa Cruz, entre ellos con la agrupación política La Cámpora, de mayor confrontación con Peralta, y desde donde se denunció públicamente a través de un comunicado titulado “Hacete Cargo”. Durante su mandato dispuso la baja del Ingreso bruto que pagan comercios, establecimientos agropecuarios y empresas de turismo.

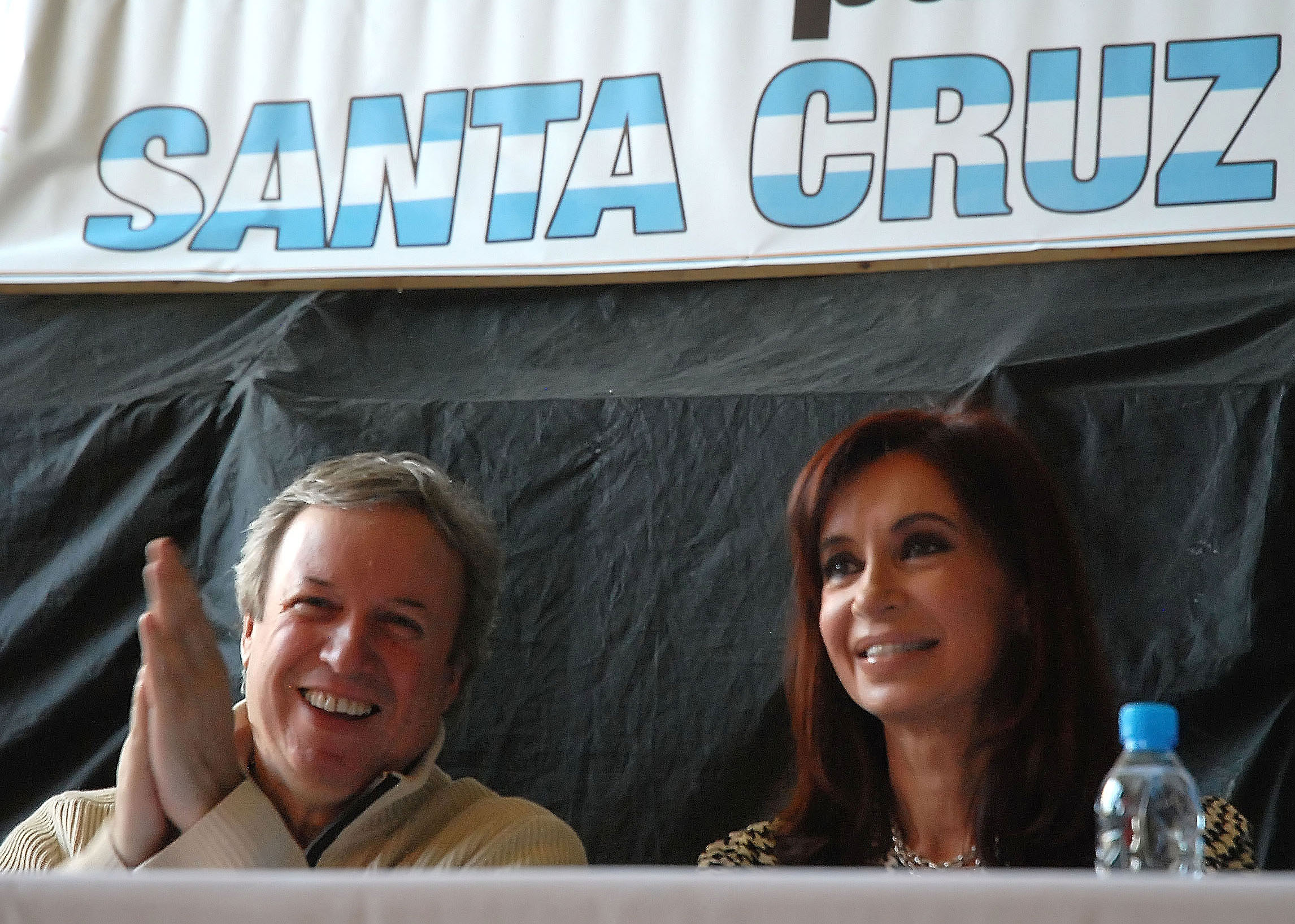
Daniel Peralta junto a la presidenta Cristina Fernández de Kirchner.

El gobierno de Daniel Peralta solicitó varios empréstitos entre enero y septiembre de 2012; a los que se opuso el kirchnerismo, advirtiendo que existían otras formas para resolver la coyuntura económica en Santa Cruz, como cobrar una cifra aproximada a los 1200 millones de pesos a diversas empresas que funcionan operativamente en este territorio; más la generación de políticas de recuperó en deudas contraídas a través de los programas habitacionales, entre otros como la plena ejecución de una Ley de financiamiento y distribución especial conocida como Ley F.U.C.O. que permite una mejor distribución de las ganancias y regalías. El Ministro reconoció ante los legisladores que el Gobierno Nacional asiste correctamente a la provincia, y reconoció además, que existen fondos para enviar a los municipios de manera normal.[cita requerida]